# Palešnik
Palešnik falu Horvátországban Belovár-Bilogora megyében. Közigazgatásilag Hercegovachoz tartozik.

## Fekvése
Belovártól légvonalban 31, közúton 42 km-re délkeletre, Daruvártól légvonalban 20, közúton 29 km-re északnyugatra, községközpontjától 3 km-re délnyugatra Monoszló keleti részén, a Palešnica-patak partján, a 45-ös számú főút mentén fekszik.

## Története
A település már a középkorban is létezett. A régi topográfiai térképek és a légifelvételek alapján egykori várának helye is pontosan megállapítható a mai temetőtől mintegy száz méterre északra. A helyet a falubeliek „Gradina“ illetve „Kula“ néven ismerik, de maradványainak nagy része mintegy 25 évvel ezelőtt egy halastó építésekor megsemmisült. A környező, magasabban fekvő helyeken az egykori védőfalak maradványai még néhány helyen láthatók, de a vár alaprajza ezek alapján már nem rekonstruálható. A középkori település a vártól délre, a mai templom körül feküdt. A templom nyugat-keleti tájolása is középkori eredetét igazolja, a korabeli írásos forrásokból azonban egyértelműen nem lehet beazonosítani, mivel titulusát időközben megváltoztatták. Josip Buturac az ország középkori plébániáit a korabeli források alapján tárgyaló művében Palešnik környékén három plébániatemplomot is megemlít. 1334-ben a Zágrábi egyházmegyéhez tartozó plébániák feldorolásában szerepel egy Szűz Mária kápolna („capella beate virginis”), melynek 1501-ben említik István nevű plébánosát és Péter nevű káplánját is („Stephanus plebanus de Palychna. Petrus capellanus eiusdem”). Buturac szerint ez a „Palychna” a mai Palešnik lehet. (Itt meg kell említeni, hogy a mai Severin helyén állt középkori település neve Palisna volt.) Ugyancsak 1334-ben említenek egy Szent János plébániát („ecclesia beati Johannis euangeliste”), mely Buturac szerint szintén Palešniknál volt. 1501-ben szerepel egy Szent Péter plébánia („Ecclesia sancti Petri in Polosycza”), mely Buturac szerint Palešniknak egy másik plébániája lehetett. A középkori települést a templommal együtt a török teljesen megsemmisítette azért régi formája régészeti feltárások hiányában ugyancsak nem rekonstruálható. E vidék lakossága a 16. század közepén elmenekült, mások török rabságba estek. Ezt követően területe több mint száz évre csaknem teljesen lakatlanná vált.
A török kiűzése után rengeteg szántóföld hevert parlagon, műveletlenül. Ezért a bécsi udvar elhatározta, hogy a földeket a betelepítendő határőrcsaládok között osztja fel. Az első betelepülő családok 1698-ban érkeztek Lika, Bosznia, a horvát Tengermellék, Imotski és kisebb számban az Isztria területéről. Újjászervezték a közigazgatást is. Létrehozták a katonai határőrvidéket, mely nem tartozott a horvát bánok fennhatósága alá, hanem osztrák és magyar generálisok irányításával közvetlenül a bécsi udvar alá tartozott. Palešnik neve 1706-ban bukkant fel először az ekkor újraalapított plošćicai plébánia kapcsán. 1710-ben a tomašicai plébániához tartozott. 1715-ben 12 portát számláltak a településen és állt már a Szent Lőrinc kápolna is. 1725-ben Plešić egyházi vizitátor feljegyzi, hogy a templom a régi templom romjaira épült, melyhez előbb sekrestyét építettek, majd néhány évvel később elkészültek a Szent Apollónia és Szent Vid oltárok.
A települést 1774-ben az első katonai felmérés térképén „Dorf Palesnik” néven találjuk. A katonai közigazgatás idején a kőrösi ezredhez tartozott. Lipszky János 1808-ban Budán kiadott repertóriumában „Palesnik” néven szerepel. Nagy Lajos 1829-ben kiadott művében „Palesnik” néven 65 házzal, 353 katolikus vallású lakossal találjuk.
A katonai közigazgatás megszüntetése (1871) után Magyar Királyságon belül Horvát–Szlavónország részeként, Belovár-Kőrös vármegye Garešnicai járásának része volt. 1857-ben 483, 1910-ben 710 lakosa volt. A 19. század végén és a 20. század elején az olcsó földterületek miatt és a jobb megélhetés reményében főként cseh lakosság telepedett le itt, de élt itt néhány magyar család is. 1910-ben a népszámlálás adatai szerint lakosságának 45%-a német, 41%-a horvát, 12%-a cseh anyanyelvű volt. Az első világháború után 1918-ban az új szerb-horvát-szlovén állam, majd később (1929-ben) Jugoszlávia része lett. 1941 és 1945 között a németbarát Független Horvát Államhoz, háború után a település a szocialista Jugoszláviához tartozott. A háború után államosították a magánkézben levő vállalatokat, mely a gazdaság stagnálásához vezetett és csak 1957 után indult újra fejlődésnek. 1991-től a független Horvátország része. 1991-ben lakosságának 92%-a horvát nemzetiségű volt. A közigazgatás átszervezése után 1993. április 28-án Hercegovac község része lett. A község területét Velika Trnoviticáról választották le. 2011-ben a településnek 515 lakosa volt.

## Lakossága
| Lakosság változása | Lakosság változása | Lakosság változása | Lakosság változása | Lakosság változása | Lakosság változása | Lakosság változása | Lakosság változása | Lakosság változása | Lakosság változása | Lakosság változása | Lakosság változása | Lakosság változása | Lakosság változása | Lakosság változása | Lakosság változása |
| ------------------ | ------------------ | ------------------ | ------------------ | ------------------ | ------------------ | ------------------ | ------------------ | ------------------ | ------------------ | ------------------ | ------------------ | ------------------ | ------------------ | ------------------ | ------------------ |
| 1857               | 1869               | 1880               | 1890               | 1900               | 1910               | 1921               | 1931               | 1948               | 1953               | 1961               | 1971               | 1981               | 1991               | 2001               | 2011               |
| 483                | 494                | 441                | 620                | 648                | 710                | 700                | 694                | 718                | 681                | 627                | 617                | 581                | 591                | 547                | 515                |

## Nevezetességei
- A mai temetőtől mintegy száz méterre északra a „Gradina“ illetve „Kula“ néven ismert helyen álltak a középkori vár maradványai, de ezek nagy része mintegy 25 évvel ezelőtt egy halastó építésekor megsemmisült. A környező, magasabban fekvő helyeken az egykori védőfalak maradványai még néhány helyen láthatók, de a vár alaprajza ezek alapján már nem rekonstruálható. A zágrábi régészeti múzeum munkatársai B. Vikić és M. Gorenc 1969-ben a maradványokat még jól megőrzöttnek írták le. Eszerint a vár egy 35 méter átmérőjű, négyszögletes központi platón állt, körülötte kettős fal és árokrendszer húzódott. A belső fallal kerített térség átmérője 50, külső mintegy 75 méter volt.
- A falu Szent Lőrinc tiszteletére szentelt kápolnája középkori eredetű. A kelet-nyugati tájolású egyhajós épület utolsó építése 1966-ban történt. Hosszúsága 20, szélessége 9 méter, de a szentély ennél szűkebb. A nyugati homlokzat felett emelkedik a fából ácsolt harangtorony. A középkori templom építési idejét csak egy régészeti feltárás tisztázhatná. A mai épület 1715-ben már állt, az egyházlátogatások során többször is említik. 1732-ben Matačić vizitátor leírja a berendezését is. A szentély közepén állt a főoltár, rajra Szent Lőrinc képével, két oldalán Szent Katalin és Szent Borbála szobraival. Az oltár felső részén Szent Donát képe volt látható. 1780-ban az épület belseje rendezett volt, három kelyhéből az egyik „totus argenteus” azaz tiszta ezüstből készült. Az 1880-as földrengés megrongálta, mely után 1909-ben teljesen megújították. A II. világháború idején 1945-ben az épületet lerombolták. Az újjáépítés 1966-ban kezdődött, ekkor nyerte el mai formáját.

## Gazdaság
A helyi gazdaság alapját a mezőgazdaság képezi, a textilipart a 35 főt foglalkoztató "Veltex" Palešnik cég képviseli.

## Kultúra
A település kulturális és művészeti egyesületét 1980-ban még Aktivna žena néven folklórcsoportként alapították. Később a helyi tanár Željko Taritaš egybegyűjtötte a falu tamburásait és tamburazenekart alakított. Javaslatára az egyesület Slavko Kolar író nevét vette fel, melyet a tagok lelkesen támogattak. Taritaš 1996-ig vezette az egyesületet, melyet ezután Marija Škreblin vezetett. Ma az egyesületnek folklórcsoportja, énekkara, felnőtt és ifjúsági tamburazenekara működik. Őrzik és ápolják a település gazdag népi hagyományait, dalait, táncait, melyeket fellépéseiken is előadnak.

## Oktatás
A településen a hercegovaci elemi iskola helyi alsó tagozata működik.

## Sport
Az NK Lasta Palešnik labdarúgóklub a megyei másodosztályban szerepel.

## Híres emberek
A falu híres szülötte Slavko Kolar (1891-1963) író.